# Spinhyporhagus cuneispinatus
Spinhyporhagus cuneispinatus es una especie de coleóptero de la familia Monommatidae.

## Distribución geográfica
Habita en Texas (Estados Unidos).